# Gary Lachman
Gary Joseph Lachman, conosciuto anche come Gary Valentine (Bayonne, 24 dicembre 1955), è uno scrittore e musicista statunitense.
Nel 1975 è stato tra i fondatori del gruppo new wave Blondie, di cui è stato bassista fino al 1977, anno in cui è stato sostituito da Nigel Harrison. Negli anni '90 ha intrapreso la carriera letteraria e in tale veste è attivo soprattutto a Londra. Nei suoi scritti si occupa soprattutto di misticismo e occultismo.